# Prusy (kraina historyczna)

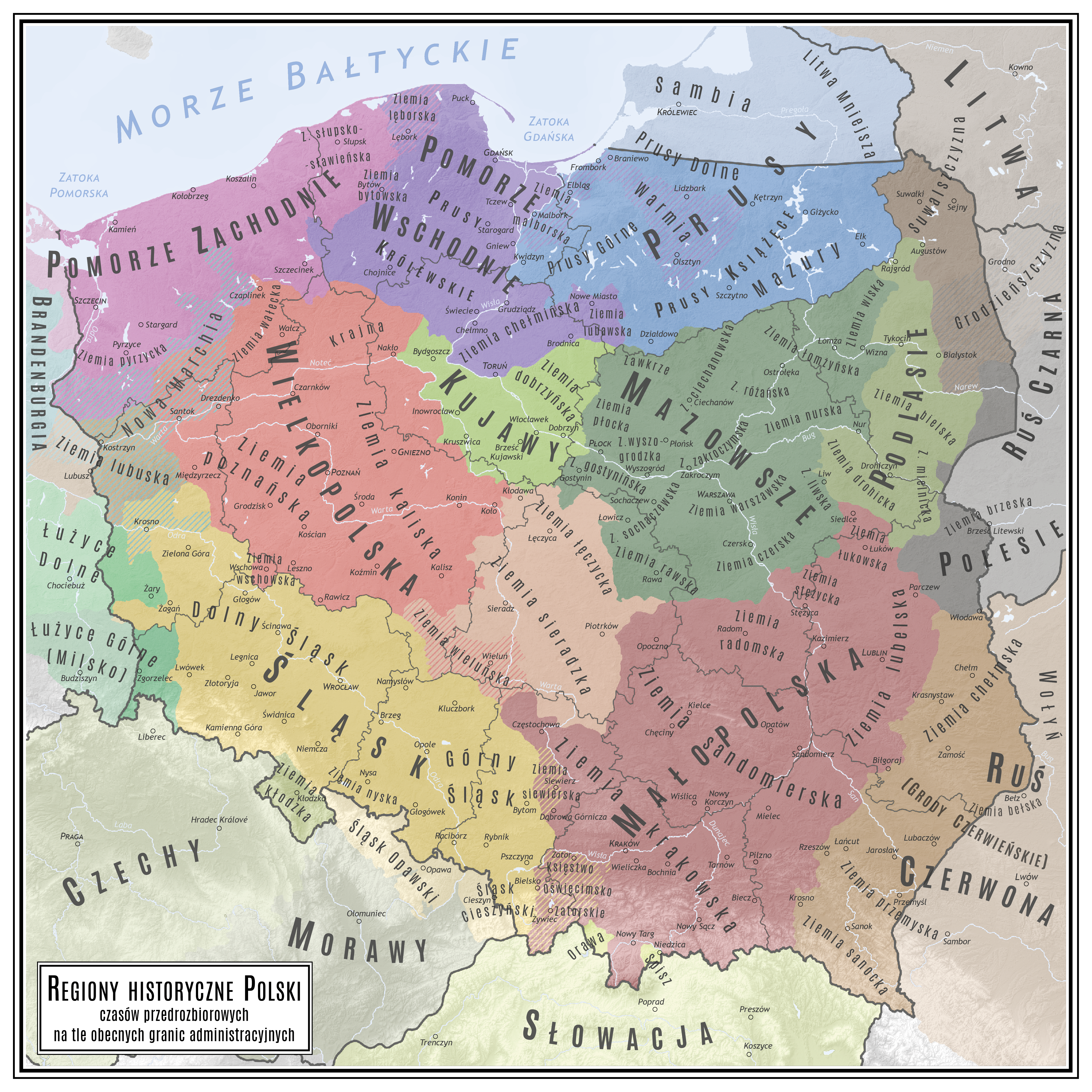
Prusy i inne krainy historyczne Polski na tle współczesnych granic administracyjnych.

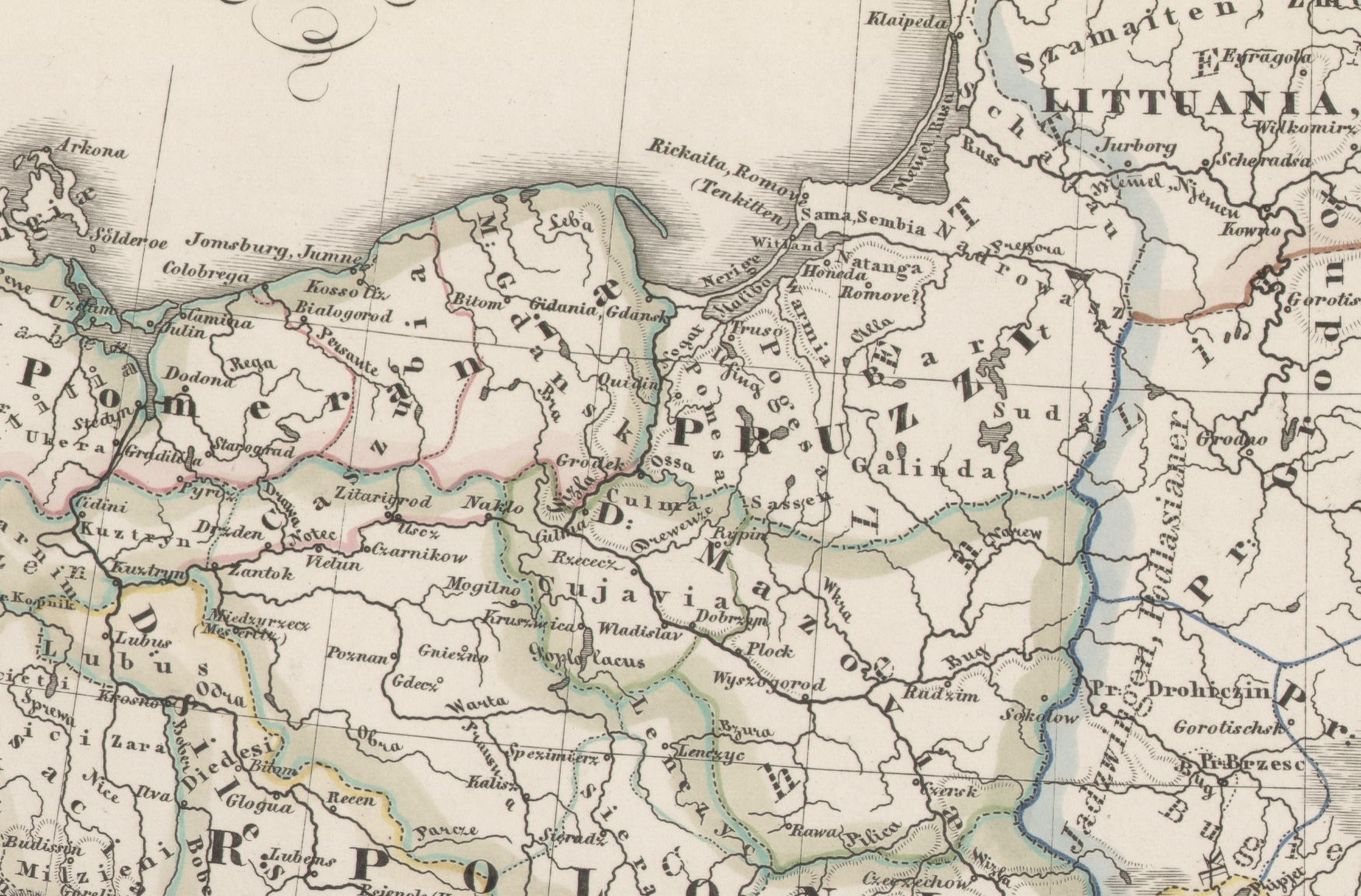
Pomorze i Prusy w XII wieku, rozgraniczała je dolna Wisła.

Prusy (łac. Prussia, Prutenia, Borussia; niem. Preußen, Preußenland; prus. Prūsa), w historiografii Prusy właściwe – region historyczny położony nad Morzem Bałtyckim pomiędzy dolnym Niemnem a dolną Wisłą. Region nie jest tożsamy z historycznym państwem o nazwie Prusy i tylko częściowo pokrywa się z Prusami Wschodnimi. Obecnie podzielony pomiędzy Polskę (województwo warmińsko-mazurskie i wschodnie powiaty pomorskiego), Rosję (obwód królewiecki) i Litwę (dawny Kraj Kłajpedzki).
W niemieckiej historiografii bywa określany jako też Stare Prusy (niem. Altpreußen) dla odróżnienia od państwa o tej nazwie.

## Położenie
Region ten obecnie znajduje się w granicach 3 państw: 
- Polski – głównie w województwie warmińsko-mazurskim oraz częściowo pomorskim i kujawsko-pomorskim (1,6 mln mieszkańców, 24 tys. km²)[4],
- Rosji – cały obwód królewiecki (0,9 mln mieszkańców, 15 tys. km²)[4]
- Litwy – 0,2 mln mieszkańców, 2 tys. km²[4].

## Podział na regiony
Prusy jako region historyczny dzieli się na mniejsze regiony. Część z nich sięga korzeniami plemion pruskich, a część z nich ma granice historyczne z czasów państwa krzyżackiego. Istnieją również regiony etnograficzne. Obszary o tych samych nazwach w tych trzech podziałach nie zawsze się ze sobą pokrywają.

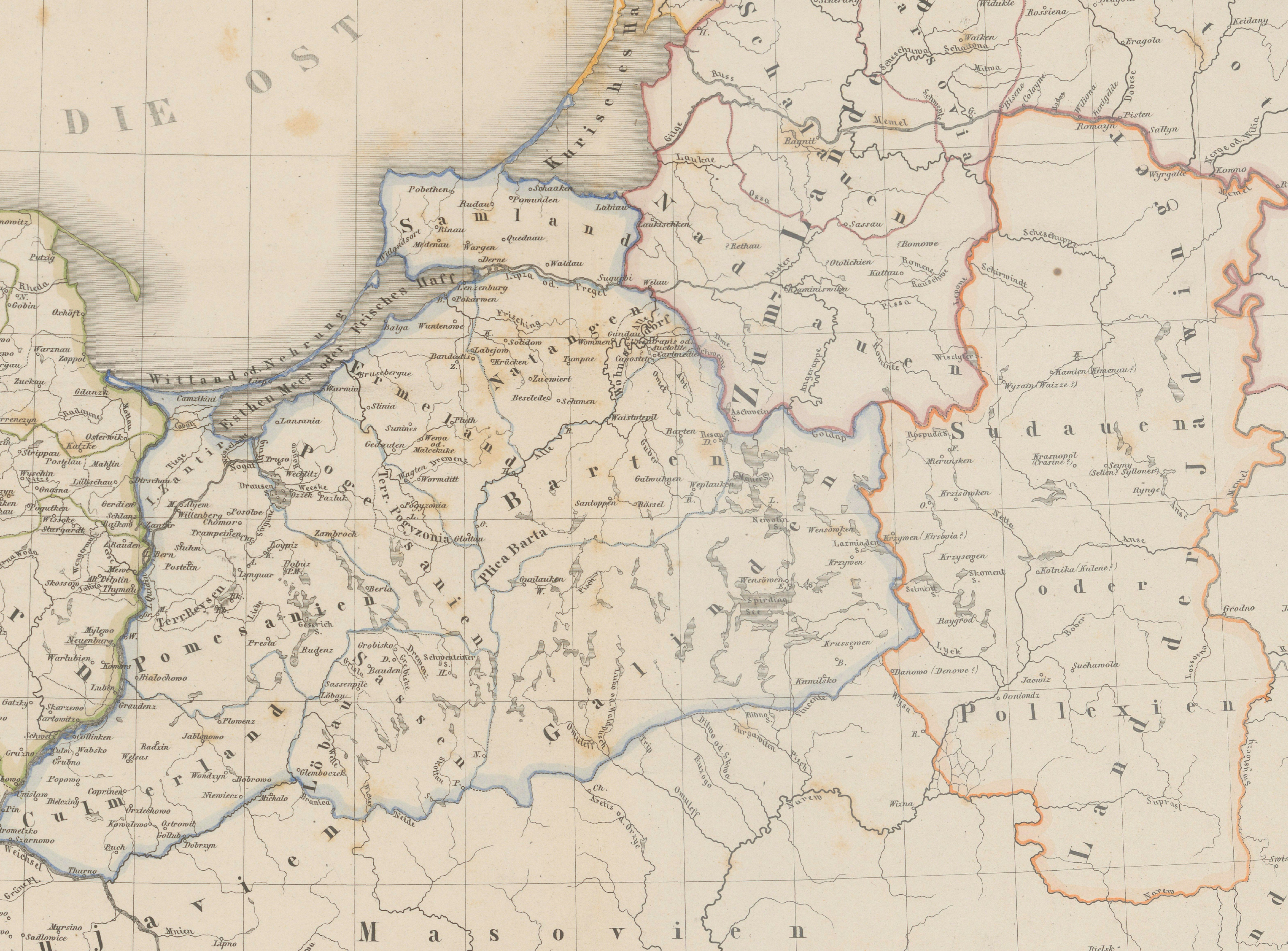
Prusy plemienne według Maxa Toeppena, 1858

Prusy plemienne według Henryka Łowmiańskiego

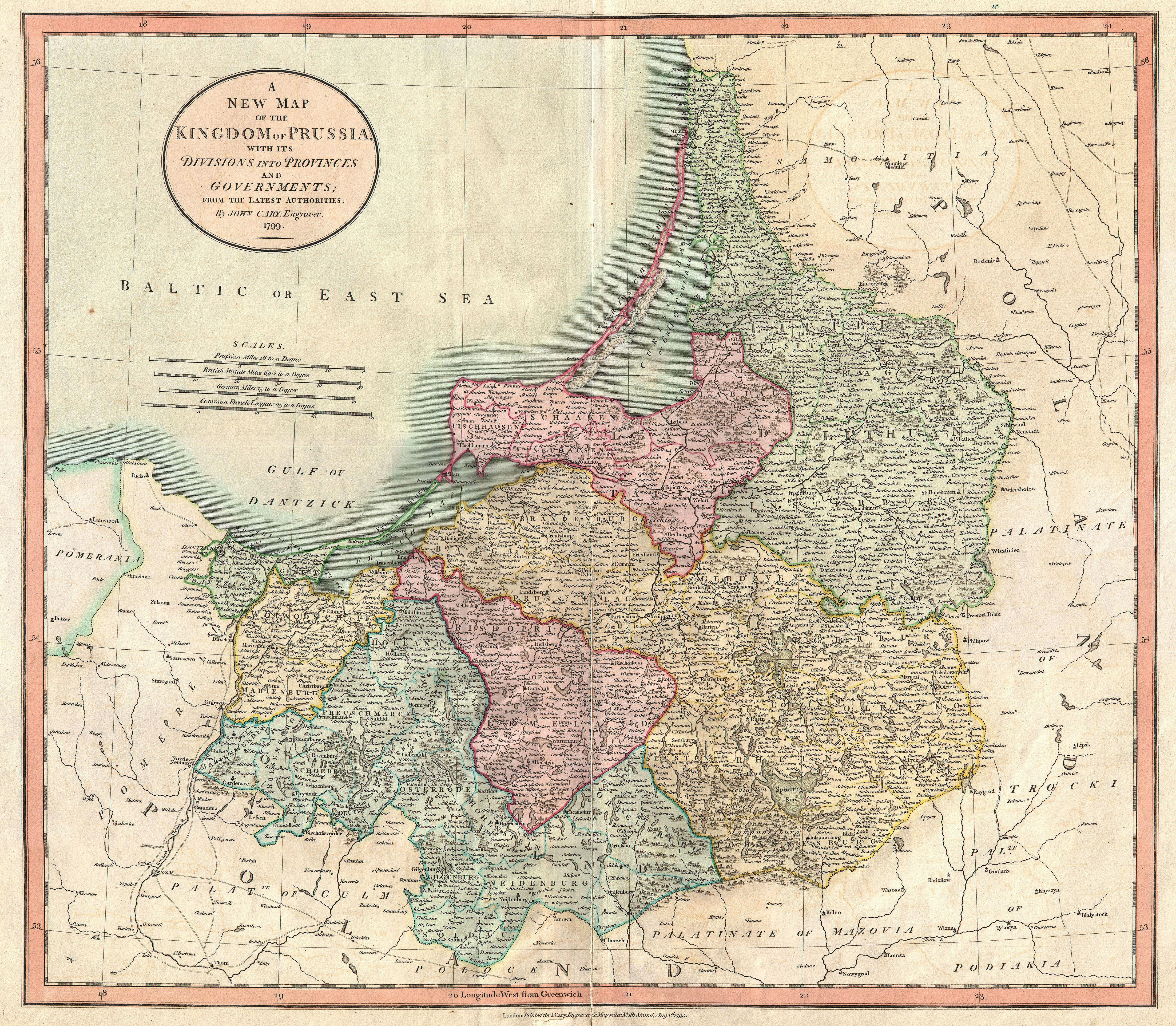
Nowa Mapa Królestwa Prus Johna Carry’ego (1799). Podział Prus na okręgi po rozbiorach Polski.

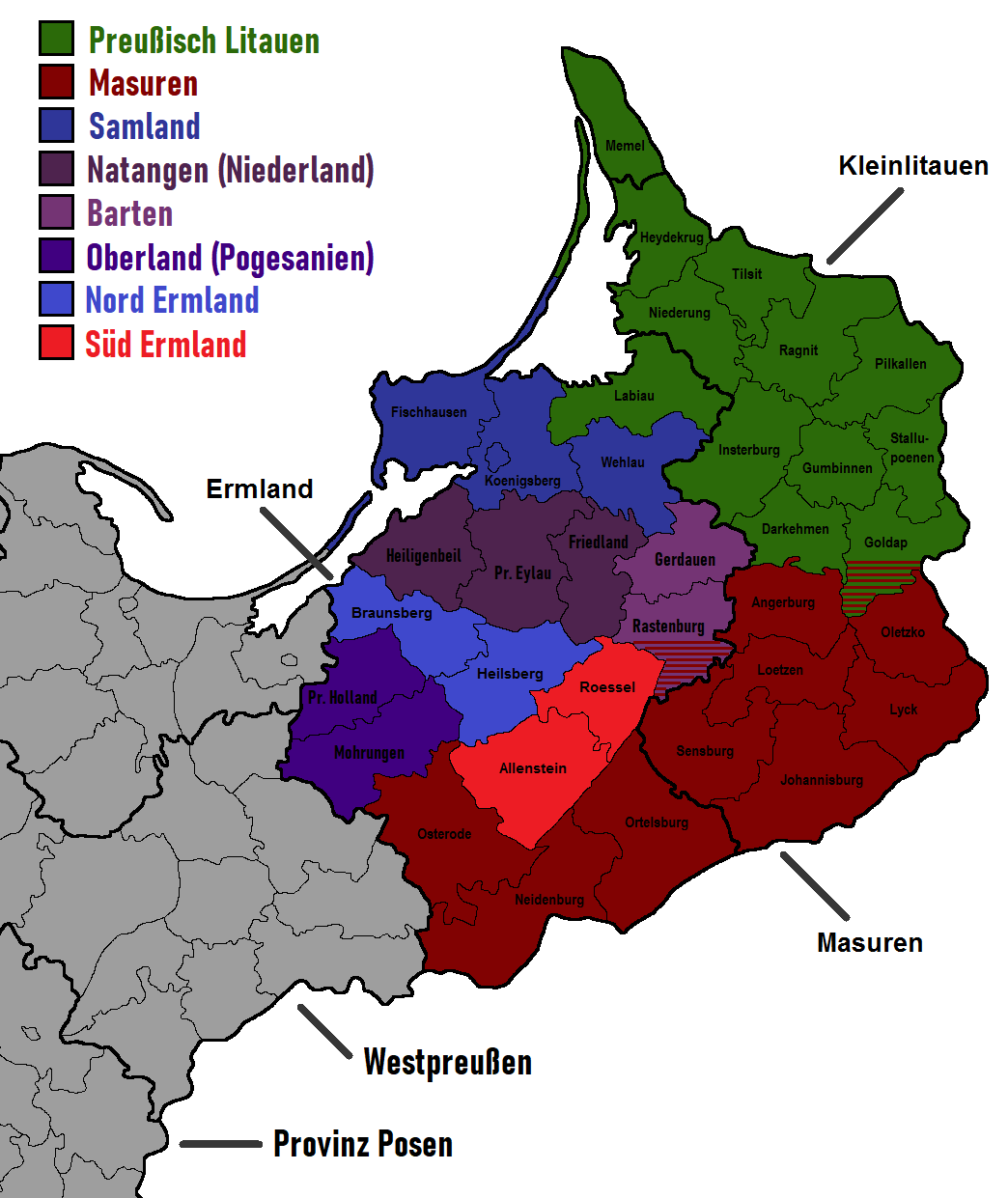
Podział Prus Wschodnich na regiony historyczno-etnograficzne (mapa współczesna)

### Terytoria plemion pruskich
- Skalowia
- Sambia
- Nadrowia
- Natangia
- Barcja
- Warmia
- Pogezania
- Pomezania
- Galindia
- Sasinia
- Jaćwież[b]

### Krainy historyczne
- Prusy Górne
- Prusy Dolne
- ziemia malborska
- Warmia

### Regiony etnograficzne
- Mazury
- Powiśle
- Litwa Pruska

## Historia

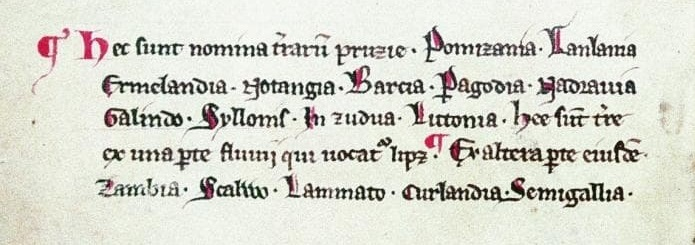
Najstarszy opis ziem pruskich w duńskim kodeksie Liber Census Daniae (ok. 1210-1231).

W średniowieczu Prusy zasiedlone były przez lud Prusów i blisko spokrewnionych z nimi Jaćwingów.
W XIII wieku Prusy zostały podbite przez zakon krzyżacki, a w następnych stuleciach uległy przekształceniom etnicznym: mieszkańcy składali się z ludności napływowej z Niemiec, Polski i Litwy (także w małym stopniu Ślązacy, Czesi, Rusini, Holendrzy, Szwedzi, Duńczycy, Szwajcarzy, Francuzi, Salzburczycy i inni) oraz resztek zasymilowanych autochtonów. Język pruski przetrwał najdłużej do 1627 roku na Sambii.

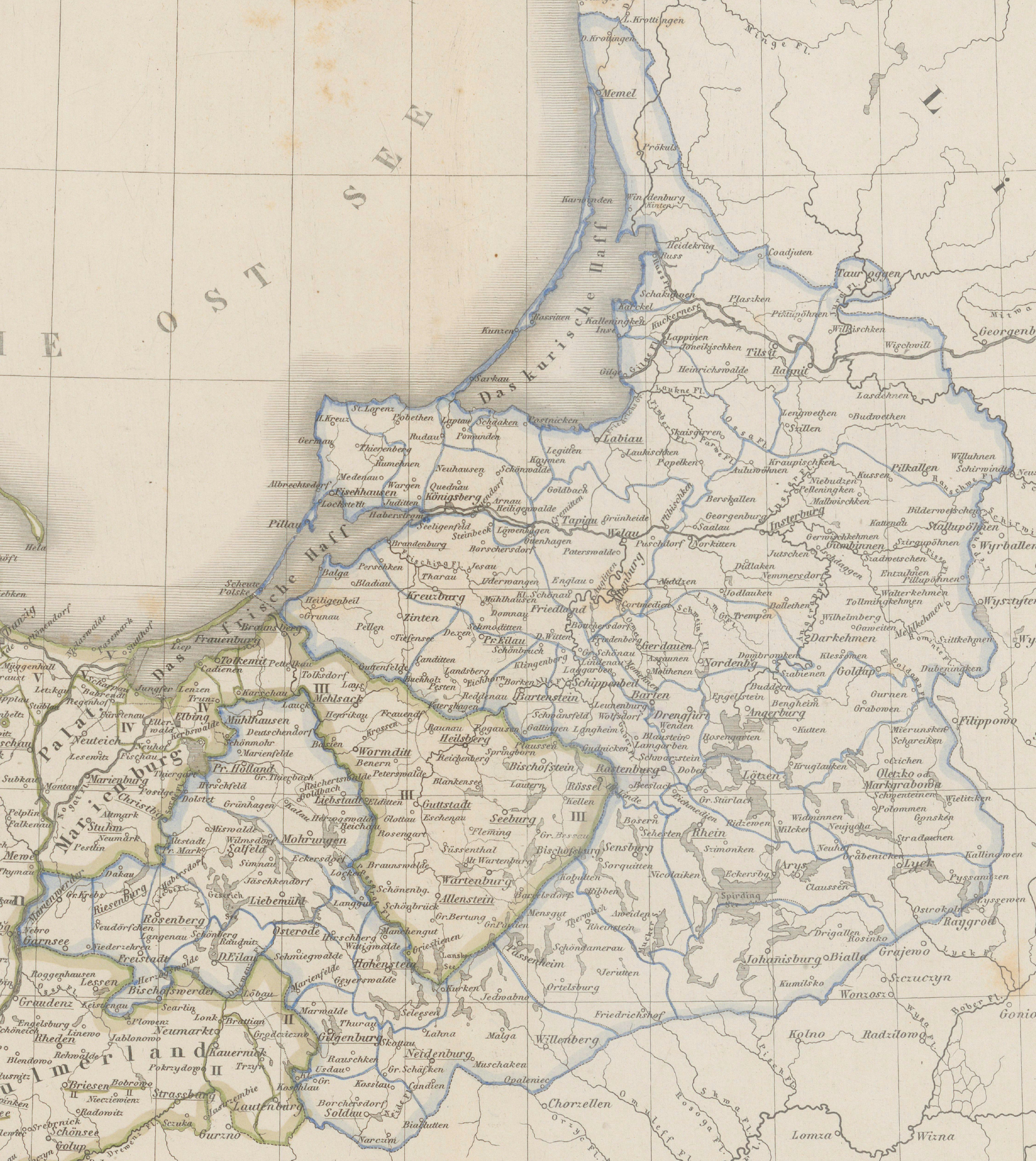
Prusy w latach 1525-1772 (mapa Max Toeppen)

Prusy dzieliły dzieje państwa zakonnego: w 1466 (pokój toruński) część zachodnią (Warmia i ziemia malborska) wcielono do Korony, a reszta (Prusy Zakonne, od 1525 Prusy Książęce) stała się jej lennem. W 1701 Fryderyk I uzyskał tytuł króla w Prusach. 
W 1772 całość weszła w skład monarchii Hohenzollernów (prowincja Prusy Wschodnie i wschodnie powiaty prowincji Prusy Zachodnie). W 1923 Kłajpeda została przyłączona do Litwy, a w 1945 pozostałą część podzielono między Polskę a Rosję (wówczas republikę ZSRR).

## Miasta
Do największych miast Prus (powyżej 20 tys. mieszkańców) należą:
| Lp. | Miasto        | Państwo | Populacja | Powierzchnia | Jednostka administracyjna       | Terytorium plemienne | Region historyczny | Region etnograficzny |
| --- | ------------- | ------- | --------- | ------------ | ------------------------------- | -------------------- | ------------------ | -------------------- |
| 1.  | Królewiec     | Rosja   | 493 256   | 224,7 km²    | obwód królewiecki               | Sambia               | Prusy Dolne        | -                    |
| 2.  | Kłajpeda      | Litwa   | 172 272   | 110 km²      | okręg kłajpedzki                | -                    | Prusy Dolne        | Litwa Pruska         |
| 3.  | Olsztyn       | Polska  | 170 622   | 88,33 km²    | województwo warmińsko-mazurskie | Galindia             | Warmia             | -                    |
| 4.  | Elbląg        | Polska  | 117 952   | 79,82 km²    | województwo warmińsko-mazurskie | Pogezania            | Prusy Górne        | Powiśle              |
| 5.  | Ełk           | Polska  | 61 903    | 21,05 km²    | województwo warmińsko-mazurskie | Jaćwież              | Prusy Dolne        | Mazury               |
| 6.  | Sowieck       | Rosja   | 38 963    | 44,4 km²     | obwód królewiecki               | Skalowia             | Prusy Dolne        | Litwa Pruska         |
| 7.  | Kwidzyn       | Polska  | 38 179    | 21,54 km²    | województwo pomorskie           | Pomezania            | Prusy Górne        | Powiśle              |
| 8.  | Malbork       | Polska  | 37 898    | 17,2 km²     | województwo pomorskie           | Pomezania            | Prusy Górne        | Powiśle              |
| 9.  | Czerniachowsk | Rosja   | 35 398    | 58 km²       | obwód królewiecki               | Nadrowia             | Prusy Dolne        | Litwa Pruska         |
| 10. | Bałtyjsk      | Rosja   | 33 658    | 49,1 km²     | obwód królewiecki               | Sambia               | Prusy Dolne        | -                    |
| 11. | Ostróda       | Polska  | 33 216    | 14,15 km²    | województwo warmińsko-mazurskie | Ziemia Sasinów       | Prusy Górne        | Mazury               |
| 12. | Iława         | Polska  | 33 128    | 21,88 km²    | województwo warmińsko-mazurskie | Pomezania            | Prusy Górne        | Powiśle              |
| 13. | Giżycko       | Polska  | 29 642    | 13,72 km²    | województwo warmińsko-mazurskie | Galindia             | Prusy Dolne        | Mazury               |
| 14. | Gusiew        | Rosja   | 28 484    | 16,25 km²    | obwód królewiecki               | Nadrowia             | Prusy Dolne        | Litwa Pruska         |
| 15. | Kętrzyn       | Polska  | 27 629    | 10,35 km²    | województwo warmińsko-mazurskie | Barcja               | Prusy Dolne        | Mazury               |
| 16. | Bartoszyce    | Polska  | 23 810    | 11,79 km²    | województwo warmińsko-mazurskie | Barcja               | Prusy Dolne        | -                    |
| 17. | Szczytno      | Polska  | 23 166    | 9,96 km²     | województwo warmińsko-mazurskie | Galindia             | Prusy Górne        | Mazury               |
| 18. | Swietłyj      | Rosja   | 21 441    | 24 km²       | obwód królewiecki               | Sambia               | Prusy Dolne        | -                    |
| 19. | Działdowo     | Polska  | 21 370    | 11,47 km²    | województwo warmińsko-mazurskie | Ziemia Sasinów       | Prusy Górne        | Mazury               |
| 20. | Mrągowo       | Polska  | 21 302    | 14,81 km²    | województwo warmińsko-mazurskie | Galindia             | Prusy Dolne        | Mazury               |